# Final Fantasy X
Final Fantasy X (укр. Остання фантазія X) — відеогра жанру JRPG, десята частина ігрової серії Final Fantasy. Гра була розроблена і випущена японською компанією Square в 2001 році. Це перша частина серії, випущена для ігрової приставки PlayStation 2. Final Fantasy X знаходиться в списку найбільш купованих префіксальних ігор, крім того, читачі японського журналу Famitsu, присвяченого відеоіграм, відзначили її як найкращу гру всіх часів. Серед серії Final Fantasy десята частина — перша гра, в графічному оформленні якої переважно була використана повністю тривимірна графіка, і перша частина з голосовим озвученням діалогів. У 2013-2014 роках Final Fantasy X та X-2 були перевидані у HD-якості для PlayStation 3 та PlayStation Vita, а також для PlayStation 4 у 2015 році. В квітні 2016 року Final Fantasy X та X-2 стали доступні і для Windows.
Сюжет гри розгортаються у фантастичному світі під назвою Спіра (англ. Spira). У центрі історії стоїть боротьба головних героїв з ворожою їх світові істотою, відомою під назвою «Сін» (англ. Sin; досл. — «Гріх»).

## Ігровий процес

### Навігація
Якщо в попередніх частинах серії при переміщенні на довгі відстані використовувалася навігаційна система світової карти, що означає зменшене зображення простору між локаціями і відносну свободу пересування, то в Final Fantasy X всі локації (за винятком островів) з'єднані між собою. Пересування стало більш лінійним, майже зникла можливість вибору напрямку при переміщенні. Розробник карти, Такаесі Накадзато, пояснив, що подібні зміни були проведені заради досягнення найреалістичнішого ефекту гри. Між материками персонажі переміщуються на кораблях, що пересуваються автоматично за незмінним маршрутом.
Ближче до кінця гри в розпорядження гравця потрапляє повітряний корабель, за допомогою якого можна повернутися на пройдені раніше локації і, крім того, відвідати секретні локації гри. Система управління кораблем також змінилася: у той час як у ранніх частинах Final Fantasy гравцеві пропонувалося самостійно керувати транспортом, переміщаючи його по світовій карті, то тут досить просто вибрати пункт призначення, після чого персонажі переміщуються в позначену гравцем точку автоматично; пошук нових локацій здійснюється за допомогою системи координат, що знаходиться на кораблі. При переміщенні по локаціях і під час розмов з NPC гравець керує тільки одним персонажем — Тідусом; тільки в одному епізоді управління перемикається на Юну.

### Бойова система
Як і в попередніх частинах серії, в Final Fantasy X використовується покрокова система ведення боїв. Втім, і тут є зміни. У IV—IX частинах бої йшли в режимі ATB (Active Time Battle), яка містила у собі елементи бою в реальному часі. Персонажі здійснювали ходи при заповненні спеціальної шкали; у разі, якщо гравець не давав персонажу команди, супротивник не переставав атакувати. У Final Fantasy X система АТВ була змінена на систему CTB (Conditional Turn-Based Battle). У цьому режимі від гравця не потрібно швидкості прийняття рішень: і персонажі, і супротивники роблять ходи строго по черзі. Частота, з якою той чи інший персонаж буде здійснювати хід, залежить від бойових характеристик даного персонажа — точніше, від параметрів його швидкості.
У битві беруть участь три (у деяких випадках — один або два) персонажа. Бій вважається програним, коли всі троє персонажів мертві (опиняються в нокауті або кам'яніють), тобто, коли показник їх HP (hit points) дорівнює нулю або здійснення ходів неможливе. По ходу бою персонажів можна міняти — таким чином у битві можуть брати участь усі сім героїв. Це досить зручно, враховуючи відмінності характеристик кожного персонажа і їх здібностей. Так, на початку гри основні здібності Тідуса, Вакка і Аурона являють собою фізичні атаки; Лулу може використовувати чорну (бойову) магію; Юна має умінням прикликання Ейонів і білої (переважно цілющої) магії; Ріккі може використовувати в бою різні предмети, а також красти предмети у супротивника; Кімарі здатний до вивчення бойових прийомів противника і т.д.
Крім того, у кожного персонажа є свій особливий прийом (англ. Overdrive), що перевершує за силою звичайні атаки. Овердрайв можна використовувати при заповненні спеціальної шкали. Існує кілька варіантів режимів, при яких шкала буде заповнюватися. На початку гри доступний тільки один режим — Stoic, при якому овердрайв буде накопичуватися при отриманні персонажем ушкоджень; надалі персонажі будуть вивчати і інші режими, які гравець може встановлювати на свій розсуд: Warrior (шкала заповнюється, коли персонаж завдає ушкодження противнику), Slayer (персонаж вбив противника, тобто завдав йому останній удар), Comrade (інші члени команди отримали ушкодження) і пр.
Ще один елемент бойової системи — це призивні істоти, або Ейони (англ. Aeons). Ейони можуть бути прикликані на поле бою як союзники; викликати їх може тільки Юна. Викликати декількох Ейонів одночасно не можна, і, крім того, коли Ейон з'являється на полі бою, решта персонажів перестають брати участь у битві доти, доки істота не загине, або поки воно не буде відкликана. У кожного з Ейонів є свої здібності і овердрайв. Кількість ушкоджень, що завдається їх атаками, залежить від показника магічних характеристик Юни і від початкових характеристик Ейона. Всього в грі вісім Ейонів; п'ять з них приєднуються до команди по ходу сюжету, і ще трьох можна отримати при проходженні додаткових квестів. Після закінчення бою його учасники отримують AP (англ. Ability Points), які сприяють подальшому розвитку бойових характеристик персонажа. Кількість АР зростає у випадку Оверкілу (англ. Overkill), тобто, в тому випадку, якщо при останньому ударі противнику було завдано максимальних ушкоджень.
Крім запропонованих сюжетом боїв з різними босами, в грі присутня маса випадкових битв, участь в яких необов'язкова. У цьому випадку супротивники не видимі заздалегідь; битва починається раптово при пересуванні по локації. Така риса була притаманна і раннім частинам Final Fantasy; спочатку при розробці Final Fantasy X планувалося створення видимих супротивників, яких при бажанні можна обійти, але ця ідея так і не набрала сили.

### Сітка Сфер
Для розвитку бойових характеристик команди і вивчення нових здібностей в Final Fantasy X використовується Сітка Сфер (англ. Sphere Grid). Сітка являє собою кілька сотень з'єднаних між собою осередків, що містять в собі різні здібності або бойові характеристики. Активувати їх можна за допомогою спеціальних сфер, одержуваних, переважно, як бойові трофеї. Накопичивши достатню кількість АР, персонаж отримує Рівень Сфери (англ. Sphere Level), що дозволяє йому пересунутися на одну клітинку вперед, і, активувавши її, підвищити одну свою характеристику, відповідну даній комірці; за тим же принципом вивчаються нові здібності. Сітка складається з декількох розділів, або шляхів, кожен з яких містить здібності, притаманні тому чи іншому класу. У кожного персонажа — свій певний шлях. У місцях перетину шляхів розташовуються замки (англ. Sphere Locks), які можна зламати за допомогою ключів (англ. Key Spheres), і, таким чином, спрямувати персонажа на інший шлях розвитку. Подібна система розвитку дозволяє гравцеві не тільки вести персонажів за певним шляхом, але і самому вибирати клас, який отримає той чи інший персонаж. Персонажі також можуть рухатися за однаковим шляхом і активувати осередки, вже задіяні іншими членами команди. Кожен персонаж може вивчити на сітці будь-яку здатність, за винятком овердрайву, які розвиваються незалежно від Сітки. Також на сітці не можна вивчити здатність призиву Ейонів — цим умінням спочатку володіє тільки Юна. У International-версії гри існує ще один варіант Сітки Сфер, крім стандартного, — expert, при якому всі персонажі починають свій шлях розвитку з однієї точки.

## Ігровий світ

### Спіра
Події гри відбуваються у світі під назвою Спіра (англ. Spira). Спіра складається з одного великого материка, оточеного безліччю островів. Крім людей, світ населений Аль-бідами (англ. Al-Bheds, особливим народ, який відкидає загальноприйняті уявлення про релігію і спілкується на своїй власній мові), Гуадо (англ. Guado), Ронсе (англ. Ronso) і Гіппелло (англ. Hypello). Серед тварин Спір можна окремо відзначити чокобо (англ. Chocobo, величезні жовті їздові птахи, що зовні нагадують ему і є невіддільним елементом всіх частин Final Fantasy) і шупафів (англ. shoopufs, величезні слоноподобні істоти, чудово пристосовані до плавання).
Якщо світи попередніх частин гри були виконані переважно в європейському стилі, то в флорі, кліматі, архітектурі та іменах Спіри виділяються переважно південноазійські і тихоокеанські мотиви. Головний дизайнер гри, Тецуо Номура, сказав, що на оформлення гри істотно вплинули японські, таїландські і гавайські риси. Втім, попри те, що перераховані мотиви є домінуючими, в грі також фігурують елементи і з інших культур — наприклад, імена більшості Ееонів мають походження з різних міфологій і релігій. Так, Іфріт (англ. Ifrit) запозичив своє ім'я з Корану, де таку ж назву носять прокляті Аллахом джини; Шива (англ. Shiva) — один з трьох головних богів індуїзму; Валефор (англ. Valefor) — один з духів демонології, Іксіон (англ. Ixion) — цар з давньогрецької міфології.

#### Основні концепції Спіри
Однією з відмінних рис світобудови в Спіри є особливі згустки живої енергії (англ. pyreflies), складові людської душі, які після смерті людини йдуть з її тіла і залишаються в межах реального світу. Вони часто з'єднуються, утворюючи при цьому монстрів (англ. fiends), агресивних і небезпечних істот. При знищенні монстри знову розпадаються на згустки енергії. Душі померлих можуть бути відправлені до Дальніх Рівнини (англ. Farplane), обитель духів. Для цього необхідно провести особливий ритуал, яким займаються Кликуни (англ. summoners). Ще одна здатність Кликуна — управління Еонами, істотами, створюваними при зв'язку Кликуна з Примарами віри (англ. fayth's). Примари віри — добровільно віддані і заточені в статуї душі людей, здатні силою думки надавати енергетичним згусткам Спіри фізичну форму.
Впродовж тисячі років Спіра знаходиться під гнітом істоти на ім'я Сін. Згідно з релігійним вченням Спіри, Сін з'явився після того, як місто Занарканд (англ. Zanarkand) було майже повністю знищене в ході війни, і уособлює покарання за людське марнославство. Перемогти його можуть тільки Кликуни, які, у супроводі своїх охоронців (англ. guardians), здійснюють паломництво в усьому світі, і, відвідавши всі храми Спіри і розвинувши свої здібності прикликання, прямують до руїн Занарканду, що вважаються священним місцем. У Занарканді вони отримують у своє розпорядження Фінального Еона (для створення якого використовується душа людини, близької Кликунові — такою людиною, як правило, стає один з його охоронців), досить потужного, щоб здолати Сіна. У разі вдалого результату Сін гине; в результаті Фінального Заклику гине і Кликун. Але через кілька років монстр відроджується. Відповідно до вчень, Сін навіки покине Спіру після того, як люди покаються у своїх гріхах, і кожен Кликун, йдучи на битву, в глибині душі сподівається, що зуміє назавжди позбавити свій світ від монстра. Останнім Кликуном, який віддав своє життя в боротьбі за Спіру, став Браска, батько Юни. Народ Спіри глибоко релігійний, у центрі релігійних навчань світу знаходиться Храм Євонів — тисячолітня організація, що називає Сіна покаранням за людське марнославство і за використання машин (або «Макін», як вони називаються в грі), і забороняє використання просунутих технологій. У главі церкви стоять верховні священики.

## Сюжет
Сюжетна лінія Final Fantasy X починається з середини: Тідус, головний герой гри, очікує своїх союзників зовні зруйнованого міста. Тідус розповідає про послідовність подій, які привели його сюди, таким чином, розкриваючи практично всю сюжетну лінію. Історія починається в його рідному місті Занарканді, яке ще не зруйноване. Тідус є знаменитим гравцем в бліцбол — вигадану підводну командну гру з м'ячем. Під час проведення турніру з бліцболу місто атакує гігантська істота, що живе в океані, відоме під ім'ям Сін або ж Гріх. В результаті Занарканд зруйнований, а Тідус і Аурон переносяться в світ Спіри.
У повній самоті Тідус потрапляє на руїни стародавнього храму, де його рятують дайвери раси Аль-Бед, і одна з них, дівчина на ім'я Ріккі, говорить Тідусу, що Занарканд був знищений тисячу років тому. Вона обіцяє допомогти і бере його на корабель Аль-бідів, але незабаром на них нападає Гріх, і Тідус, змушений стрибнути за борт, знову опиняється один. Течією його приносить до берега острова Бесайд, де він зустрічає Ваккен, капітана місцевої бліцбольной команди. Вакка представляє його Юні, молодій кликунці, яка збирається вирушити у паломництво, метою якого є перемога над Гріхом. Вважається, що поява цієї істоти — покарання для людей за скоєні гріхи. Юні допомагають її охоронці: Лулу, Вакка і Кімарі; Тідус приєднується до них, оскільки збирається допомогти Ваккенові на найближчому чемпіонаті з бліцболу, а потім знайти спосіб повернутися додому. Загін подорожує Спірою, збираючи Еонів і захищаючись від нападів Гріха. Вони зустрічають Аурона, який переконує Тідуса стати охоронцем Юни. Аурон розповідає Тідусові, що лорд Браска (яп. ブラスカ Бурасука), Батько Юни, Джект (яп. ジェクトДзекуто), Батько Тідуса, і сам Аурон десять років тому вирушили в схоже паломництво і перемогли Гріха. Тідус вважав, що його батько десять років тому помер у морі. Після декількох боїв з Гріхом (включаючи невдалу спробу знищити його за допомогою машин) до загону приєднується Ріккі, яка виявляється двоюрідною сестрою Юни.
Коли загін прибуває в Гуадосалам, місто Гуадо, вони зустрічають Сеймура, жерця Йевона. Він поводить себе дружелюбно стосовно героїв і навіть робить Юні пропозицію одружитися, заявляючи, що це принесе мир для всієї Спіри. У храмі Макаланіа мандрівники знаходять послання від Джіскала, батька Сеймура. У ньому він стверджує, що був убитий власним сином і що Спіра буде зруйнована через його злобу. Загін повертається в Гуадосалам, знаходить Юну і вбиває Сеймура в битві; проте незабаром на місто нападає Гріх, і мандрівники знову втрачають Юну. Загін виявляється на острові Біканел, де знаходиться притулок Аль-бідів. Мандрівники продовжують пошуки Юни; тим часом Тідус розуміє, що закоханий в Юну, але, на свій жах, дізнається, що для перемоги над Гріхом Юна повинна принести себе в жертву, і тому Тідус вирішує знайти інший спосіб знищення Гріха, що не вимагає її смерті. Мандрівники знаходять Юну в Бевеллі, де Сеймур, чий дух не був відісланий на рівнини мертвих, силою змушує її вийти за себе заміж. Друзям вдається зірвати весілля і врятуватися разом з Юній. У підсумку загін виявляється відрізаним в храмі Бевелла, і мандрівникам доводиться пройти випробування. Загін Тідуса вибирається з храму і вирушає до руїн Занарканду, які гравець бачив у вступному ролику.
По дорозі в Занарканд Тідус дізнається, що і він сам, і Джект, і руїни Занарканду є прикликаними сутностями, подібними з еонами. Багато років тому між Бевеллом і Занаркандом відбулася війна машин, в якій останній зазнав поразки. Вцілілі жителі Занарканду стали Примарами Віри і отримали здатність відтворити Занарканд в своїй уяві, використовуючи спогади. Через тисячу років після його створення Примари віри втомилися «бачити сни» про своє місто, але не могли прокинутися через Гріх. Крім цього, Тідусу стає відомо, що Джект став Гріхом десять років тому.
Після прибуття в Занарканд загін зустрічає леді Юналеску — першу кликунку, яка перемогла Гріха, чий дух не був відісланий на рівнини мертвих. Вона каже, що Останній Еон, допомогою якого Юна повинна заручитися для перемоги, може бути створений з одного з близьких кликуна. Після знищення Гріха Останній Еон вбиває кликуна і трансформується в нового Гріха — таким чином, його цикл перероджень вічний. Так Джект став Гріхом — саме його вибрав Браска для призову свого Останнього Еона. Юна і її охоронці вирішують відмовитися від призову Останнього Еона — Гріх все одно переродиться, і жертва буде марною. Розчарована рішенням мандрівників, Юналекса нападає на них, але програє битву і зникає; таким чином, можливість призову Останнього Еона виявляється втрачена. Після битви з'ясовується, що переродження Гріха відбуваються через Ю Йевона (яп. エボン-ジュЕбон — Дзю), кликуна, який втратив свій людський вигляд і розум. Тідус і його супутники вирішують проникнути в тіло Гріха; всередині вони б'ються з примарами Сеймура і Джекта, яких він поглинув. Після перемоги над заручниками Гріха загін Тідуса б'ється з Ю Йевоном і виграє битву. Цикл перероджень Гріха переривається, і Примари Віри опиняються на волі. Аурон, який виявляється давно загиблим, але чия душа не була відіслана, вичерпавши сенс свого існування, вирушає на рівнини мертвих. Потім Занарканд і Тідус, які є снами Примар Віри, зникають, оскільки Примари тепер вільні; перед зникненням Тідуса Юна освідчується йому в коханні. Наприкінці Юна виголошує промову перед жителями Спіри, кажучи, що разом вони повинні побудувати новий світ, в якому немає Гріха.
У сцені після титрів Тідус пливе вперед і зображення на екрані поступово вицвітає до білого. Ця сцена пов'язує Final Fantasy X з її сиквелом, Final Fantasy X-2, в якому Юна з'ясовує, що Тідус може бути живий і вирушає на його пошуки.

## Аудіо
Над створенням саундтреку до гри працювали троє композиторів: Нобуо Уемацу (поодинці займався написанням музики до всіх попередніх частин), Дзун Накано і Масаші Амаузу. Гра містить безліч інструментальних композицій і три вокальні — «Suteki da Ne», «Otherworld» і «Hymn of the Fayth». Пісня «Suteki da ne» («Хіба це не чудово?..») виконані окінавською фолк-співачкою Ріцуко Накано (найбільш широко відомою під псевдонімом Rikki). Ця пісня (на відміну від вокальних композицій, представлених в попередніх частинах серії) так і не була перекладена на англійську мову і у всіх версіях гри виконується японською. Слова до неї написав Кадзусіге Нодзіма, сценарист гри. Ще одна композиція, «Otherworld», виконана в стилі важкого металу англійським співаком Біллом Муїром. «Hymn of the Fayth» являє собою партії a capella і зустрічається протягом гри в різному виконанні, як у сольному, так і в хоровому.

## Розробка
Розробка гри почалася в 1999 році. На створення пішло близько 4 мільярдів йен (близько $ 32.3 мільйона). У роботі було задіяно більше сотні людей, більшість з яких працювало над попередніми частинами серії. Спочатку Final Fantasy X планувалася як гра з можливістю мережевого проходження, однак при плануванні служби «Play Online» виникли певні труднощі. У підсумку Final Fantasy X, як і попередні частини, була створена як гра в режимі single-player, а ідеї розробки онлайн-рпг були втілені в наступної частини — Final Fantasy XI. Final Fantasy X, як і всі попередні ігри серії, не пов'язана сюжетно зі своїми попередниками. За словами продюсера серії, Хіронобу Сакагуті, повна сюжетна відмінність всіх частин підкреслює новизну кожної чергової гри; крім того, таким чином можна у вигідному світлі продемонструвати справжній потенціал його команди.

### Копії та продажі
Реакція гравців і критиків на Final Fantasy X була переважно позитивною. У Японії протягом перших чотирьох днів з початку продажу було куплено 1,926,000 копій, що становило 90 % від початкового кількості випущених копій (2,140,000). При цьому близько півтора мільйона дисків було замовлено до офіційного релізу гри на попередніх продажах. Таким чином Final Fantasy X стала першою грою для Sony Playstation 2, проданою в розмірі більше двох мільйонів копій і увійшла в ранг «двічі платинової». Гра знаходиться в списку двадцяти найбільш купованих префіксальних ігор всіх часів. У липні 2006 року в США гра віднесена на одинадцяте місце в списку найбільш купованих ігор XXI століття. Нарешті, на сьомій річниці Sony PlayStation 2, що пройшла в жовтні 2007 року в США, гра була відзначена як восьма за рахунком з серед найпопулярніших серед покупців ігор для PS2.

### Відгуки та критика
І японські, і західні критики високо оцінили Final Fantasy X. Сукупна оцінка на інтернаціональному вебсайті Metacritic становить 92 бали за стобальною шкалою. Ведучий ігровий журнал Японії, Famitsu, дав грі оцінку 39/40, а на початку 2006 року читачі цього ж журналу проголосували за Final Fantasy X як за найкращу гру всіх часів. Інший японський журнал, The Play Station присвоїв грі 29 балів з 30-ти. 2003 року на церемонії вручення нагород Interactive Achievement Awards гра була висунута на номінації «найкраща анімація» і «префіксальна гра року».
І Famitsu, і The Play Station у своїх ревю позитивно відгукувалися про графіку і сюжетіFinal Fantasy X. Так само відгукнувся про гру і британський журнал Edge, який, тим не менше, оцінив її тільки в 6 балів за десятибальною шкалою, заявивши, що, хоча за своїми технічними характеристиками Final Fantasy X претендує на звання гри нового покоління, в ній повторюються помилки, зроблені в попередніх частинах. При цьому журнал послався на бойову систему гри і на систему розвитку персонажів, описуючи першу як «трохи більш складну», ніж у попередніх частинах, і другу як «[не] гнучкішу, ніж елементарне підвищення в рівні, відоме в попередніх іграх». Крім того, Edge піддав жорсткій критиці сценарій і озвучення, заявивши, що діалоги (як текстові, так і усні) «викликають нудоту». У журналі навіть було сказано, що вони «роблять пафос смішним, смішне — мертвим, і… гублять гру повністю».
Мультимедійний вебсайт IGN зазначив, що гра вийшла дуже лінійною, і негативно відгукнувся про хід розвитку сюжету, посилаючись на те, що заплутаний сценарій був погано об'єднаний з іншими складовими гри. Попри критику, сайт похвалив інновації в геймплеї гри, особливо високо оцінивши поліпшену бойову систему і систему призову, опцію, яка дозволяє змінювати персонажів під час бою, і ефективні системи розвитку персонажів і управління інвентарем. Віддаючи належне графічному оформленню гри, яке порахували на сайті таким, що «перевершило своїх попередників у всіх можливих сферах», сайт зазначив, що це «найкрасивіша гра серії, і, ймовірно, найграбельніша з усіх».

## Спадщина гри
Завдяки комерційному успіху і широкому визнанню серед публіки, в 2003 році компанія Square Enix випустила гру Final Fantasy X-2, що стала першим прямим продовженням в серії: до цього всі частини Final Fantasy не були пов'язані сюжетно. Події Final Fantasy X-2 розгортаються через два роки після подій попередньої частини.
Реалістичне зображення емоцій, досягнуте в Final Fantasy X завдяки використанню голосового озвучування персонажів і детальному промальовуванню осіб, стало одним з найважливіших елементів серії. Пізніше цей же прийом був використаний у сіквелі і в інших подальших частинах серії — наприклад, в Final Fantasy VII: Dirge of Cerberus і Final Fantasy XII. Стандартом серії також стала заміна світової карти на детально опрацьовані локації.

### Версії і додатки
Японська версія Final Fantasy X включає в себе додатковий диск під заголовком «The other side of Final Fantasy» («Зворотний бік Final Fantasy»), що містить інтерв'ю з творцями гри і трейлери на ігри Blue Wing Blitz, Kingdom Hearts, і анімаційний фільм Final Fantasy: The Spirits Within. Там же знаходяться і перші матеріали з онлайн-гри Final Fantasy XI.
International-версія гри включає в себе деталі, недоступні в первісному NTSC-релізі. У цій версії є кілька додаткових секретних босів (Темні Еони), і, крім того, в ній існує вибір між двома варіантами Сітки Сфер — standart і expert. До японської International-версії також додається Final Fantasy: Another Story — 12-хвилинний фільм на рушії гри, що описує події, що відбувалися між подіями Final Fantasy X і Final Fantasy X-2. До європейської версії гри додається DVD «Beyond Final Fantasy» («За Final Fantasy»), що містить інтерв'ю з творцями гри, в тому числі і з акторами Джеймсом Арнольдом Тейлором і Хеді Барресом, які озвучували ролі Тідуса і Юни. Крім того, диск включає в себе трейлери на Final Fantasy X і Kingdom Hearts, галерею арту на гру і кліп на пісню «Suteki Da Ne».
На додаток до гри компанія Square Enix випустила безліч фігурок персонажів, кілька версій саундтреків і різні книги — «The Art of Final Fantasy X» і три частини «Ультіманії» — серії «путівників» за сюжетом і геймплеєм Final Fantasy, виданих в Японії. «Ультіманія» містить ілюстрації до гри, варіанти проходження і пояснює аспекти сюжету; там же опубліковані інтерв'ю з творцями гри. Всього в серії три книги: Final Fantasy X Scenario Ultimania, Final Fantasy X Battle Ultimania and Final Fantasy X Ultimania Ω. Подібні три книги були видані і на Final Fantasy X-2. 2005 року Final Fantasy X і Final Fantasy X-2 були видані на одному диску, випущеному в Японії під назвою Final Fantasy X/X-2 Ultimate Box.

### Статті в журналах
- У журналі Великий Дракон, номер 58, вийшла перша оглядова стаття Final Fantasy X.